# Peltosaaret (ö i Viitasaari)
Peltosaaret är två små öar i Finland. De ligger i sjön Kolkku och i kommunen Viitasaari i den ekonomiska regionen  Saarijärvi-Viitasaari och landskapet Mellersta Finland, i den centrala delen av landet, 300 km norr om huvudstaden Helsingfors. Öns area är 0,3 hektar och dess största längd är 80 meter i nord-sydlig riktning.  Ena öns största längd är 80 meter i nord-sydlig riktning.